# Liste der Bundestagswahlkreise 1990
Die Liste der Bundestagswahlkreise 1990 listet alle 328 Wahlkreise auf, die für die erste gesamtdeutsche Bundestagswahl 1990 maßgeblich waren. Für den Bereich der alten westdeutschen Bundesländer wurde die Wahlkreiseinteilung durch das Achte Gesetz zur Änderung des Bundeswahlgesetzes vom 20. Dezember 1988 festgelegt. Die Verteilung der 248 alten Wahlkreise auf die Länder blieb unverändert; lediglich in Mittelfranken wurde eine umfangreiche Neuabgrenzung der Wahlkreise vorgenommen.
Auf dem Gebiet des ehemaligen West-Berlin wurden durch das Neunte Gesetz zur Änderung des Bundeswahlgesetzes vom 11. Juni 1990 acht neue Wahlkreise eingerichtet. Im Beitrittsgebiet (Mecklenburg-Vorpommern, Brandenburg, Sachsen-Anhalt, Thüringen, Sachsen und Ost-Berlin) wurden durch einen Staatsvertrag zwischen der Bundesrepublik Deutschland und der Deutschen Demokratischen Republik vom 3. August 1990 insgesamt 72 neue Wahlkreise eingerichtet. Für die Bundestagswahlkreise anderer Jahre siehe Liste der Bundestagswahlkreise.

## Anzahl der Wahlkreise nach Bundesland
| Land                   | Anzahl Wahlkreise | Nummerierung |
| ---------------------- | ----------------- | ------------ |
| Schleswig-Holstein     | 11                | 1–11         |
| Hamburg                | 7                 | 12–18        |
| Niedersachsen          | 31                | 19–49        |
| Bremen                 | 3                 | 50–52        |
| Nordrhein-Westfalen    | 71                | 53–123       |
| Hessen                 | 22                | 124–145      |
| Rheinland-Pfalz        | 16                | 146–161      |
| Baden-Württemberg      | 37                | 162–198      |
| Bayern                 | 45                | 199–243      |
| Saarland               | 5                 | 244–248      |
| Berlin                 | 13                | 249–261      |
| Mecklenburg-Vorpommern | 9                 | 262–270      |
| Brandenburg            | 12                | 271–282      |
| Sachsen-Anhalt         | 13                | 283–295      |
| Thüringen              | 12                | 296–307      |
| Sachsen                | 21                | 308–328      |

## Liste der Wahlkreise mit Gebietsbeschreibung

### Schleswig-Holstein
| Nr. | Wahlkreis                          | Gebiet                                                     |
| --- | ---------------------------------- | ---------------------------------------------------------- |
| 1   | Flensburg – Schleswig              | Flensburg, Kreis Schleswig-Flensburg                       |
| 2   | Nordfriesland – Dithmarschen-Nord  | Kreis Nordfriesland, Kreis Dithmarschen (nördlicher Teil)  |
| 3   | Steinburg – Dithmarschen-Süd       | Kreis Steinburg, Kreis Dithmarschen (südlicher Teil)       |
| 4   | Rendsburg-Eckernförde              | Kreis Rendsburg-Eckernförde                                |
| 5   | Kiel                               | Kiel                                                       |
| 6   | Plön – Neumünster                  | Kreis Plön, Neumünster                                     |
| 7   | Pinneberg                          | Kreis Pinneberg                                            |
| 8   | Segeberg – Stormarn-Nord           | Kreis Segeberg, Kreis Stormarn (nördlicher Teil)           |
| 9   | Ostholstein                        | Kreis Ostholstein                                          |
| 10  | Herzogtum Lauenburg – Stormarn-Süd | Kreis Herzogtum Lauenburg, Kreis Stormarn (südlicher Teil) |
| 11  | Lübeck                             | Lübeck                                                     |

### Hamburg
| Nr. | Wahlkreis          | Gebiet |
| --- | ------------------ | --- |
| 12  | Hamburg-Mitte      | Bezirk Hamburg-Mitte ohne Billstedt und Finkenwerder, vom Bezirk Hamburg-Nord der Ortsamtsbereich Barmbek-Uhlenhorst                                                  |
| 13  | Hamburg-Altona     | Bezirk Altona |
| 14  | Hamburg-Eimsbüttel | Bezirk Eimsbüttel |
| 15  | Hamburg-Nord       | Bezirk Hamburg-Nord ohne Barmbek-Uhlenhorst, vom Bezirk Wandsbek das Ortsamtsgebiet Alstertal sowie Lemsahl-Mellingstedt, Duvenstedt, Wohldorf-Ohlstedt und Bergstedt |
| 16  | Hamburg-Wandsbek   | Vom Bezirk Wandsbek die Ortsamtsgebiete Rahlstedt und Bramfeld sowie die Stadtteile Eilbek, Wandsbek, Farmsen-Berne und Volksdorf                                     |
| 17  | Hamburg-Bergedorf  | Bezirk Bergedorf, vom Bezirk Wandsbek die Stadtteile Marienthal, Jenfeld und Tonndorf, vom Bezirk Hamburg-Mitte das Ortsamtsgebiet Billstedt                          |
| 18  | Hamburg-Harburg    | Bezirk Harburg, vom Bezirk Hamburg-Mitte das Ortsamtsgebiet Finkenwerder                                                                                              |

### Niedersachsen
| Nr. | Wahlkreis                                  | Gebiet |
| --- | ------------------------------------------ | --- |
| 19  | Aurich – Emden                             | Landkreis Aurich, Emden |
| 20  | Unterems                                   | Landkreis Emsland (nördlicher Teil), Landkreis Leer                                                                               |
| 21  | Friesland – Wilhelmshaven                  | Wilhelmshaven, Landkreis Wittmund, vom Landkreis Friesland die Gemeinden Jever, Sande, Schortens, Wangerland und Wangerooge       |
| 22  | Oldenburg – Ammerland                      | Oldenburg, Landkreis Ammerland, vom Landkreis Friesland die Gemeinden Bockhorn, Varel und Zetel                                   |
| 23  | Delmenhorst – Wesermarsch – Oldenburg-Land | Delmenhorst, Landkreis Wesermarsch, Landkreis Oldenburg                                                                           |
| 24  | Cuxhaven                                   | Landkreis Cuxhaven |
| 25  | Stade – Rotenburg I                        | Landkreis Stade, Landkreis Rotenburg (Wümme) (nördlicher Teil)                                                                    |
| 26  | Mittelems                                  | Landkreis Emsland (südlicher Teil), Landkreis Grafschaft Bentheim                                                                 |
| 27  | Cloppenburg – Vechta                       | Landkreis Cloppenburg, Landkreis Vechta                                                                                           |
| 28  | Diepholz                                   | Landkreis Diepholz |
| 29  | Verden – Osterholz                         | Landkreis Verden, Landkreis Osterholz                                                                                             |
| 30  | Soltau-Fallingbostel – Rotenburg II        | Landkreis Soltau-Fallingbostel, Landkreis Rotenburg (Wümme) (südlicher Teil)                                                      |
| 31  | Lüneburg – Lüchow-Dannenberg               | Landkreis Lüchow-Dannenberg, Landkreis Lüneburg                                                                                   |
| 32  | Osnabrück-Land                             | Landkreis Osnabrück ohne Belm, Georgsmarienhütte, Hagen am Teutoburger Wald, Hasbergen und Wallenhorst                            |
| 33  | Stadt Osnabrück                            | Osnabrück, vom Landkreis Osnabrück die Gemeinden Belm, Georgsmarienhütte, Hagen am Teutoburger Wald, Hasbergen und Wallenhorst    |
| 34  | Nienburg – Schaumburg                      | Landkreis Nienburg/Weser, Landkreis Schaumburg                                                                                    |
| 35  | Harburg                                    | Landkreis Harburg |
| 36  | Stadt Hannover I                           | Hannover (nördlicher Teil) |
| 37  | Stadt Hannover II                          | Hannover (südlicher Teil) |
| 38  | Hannover-Land I                            | Burgdorf, Burgwedel, Garbsen, Isernhagen, Langenhagen, Lehrte, Neustadt am Rübenberge, Uetze, Wedemark                            |
| 39  | Celle – Uelzen                             | Landkreis Celle, Landkreis Uelzen                                                                                                 |
| 40  | Gifhorn – Peine                            | Landkreis Gifhorn, Landkreis Peine                                                                                                |
| 41  | Hameln-Pyrmont – Holzminden                | Landkreis Hameln-Pyrmont, Landkreis Holzminden                                                                                    |
| 42  | Hannover-Land II                           | Barsinghausen, Gehrden, Hemmingen, Laatzen, Pattensen, Ronnenberg, Seelze, Sehnde, Springe, Wennigsen, Wunstorf                   |
| 43  | Hildesheim                                 | Landkreis Hildesheim |
| 44  | Salzgitter – Wolfenbüttel                  | Salzgitter, Landkreis Wolfenbüttel                                                                                                |
| 45  | Braunschweig                               | Braunschweig |
| 46  | Helmstedt – Wolfsburg                      | Landkreis Helmstedt, Wolfsburg |
| 47  | Goslar                                     | Landkreis Goslar, vom Landkreis Osterode am Harz die Gemeinden Bad Lauterberg, Bad Sachsa, Walkenried, Wieda und Zorge            |
| 48  | Northeim – Osterode                        | Landkreis Northeim, vom Landkreis Osterode am Harz die Städte Osterode und Herzberg sowie die Samtgemeinden Bad Grund und Hattorf |
| 49  | Göttingen                                  | Landkreis Göttingen |

### Bremen
| Nr. | Wahlkreis                 | Gebiet |
| --- | ------------------------- | --- |
| 50  | Bremen-Ost                | Stadtbezirk Ost, vom Stadtbezirk Mitte der Ortsteil Ostertor, vom Stadtbezirk Süd Obervieland und Huckelriede |
| 51  | Bremen-West               | Stadtbezirk West, Stadtbezirk Mitte ohne Ostertor, Stadtbezirk Süd ohne Obervieland und Huckelriede           |
| 52  | Bremerhaven – Bremen-Nord | Bremerhaven, von Bremen der Stadtbezirk Nord                                                                  |

### Nordrhein-Westfalen
| Nr. | Wahlkreis                                  | Gebiet |
| --- | ------------------------------------------ | --- |
| 53  | Aachen                                     | Aachen |
| 54  | Kreis Aachen                               | Kreis Aachen |
| 55  | Heinsberg                                  | Kreis Heinsberg |
| 56  | Düren                                      | Kreis Düren |
| 57  | Erftkreis I                                | Bedburg, Bergheim, Pulheim, Elsdorf, Frechen, Hürth und Kerpen |
| 58  | Euskirchen – Erftkreis II                  | Kreis Euskirchen, vom Erftkreis die Gemeinden Brühl, Erftstadt und Wesseling |
| 59  | Köln I                                     | Stadtbezirke Innenstadt und Porz |
| 60  | Köln II                                    | Stadtbezirke Rodenkirchen und Lindenthal |
| 61  | Köln III                                   | Stadtbezirke Ehrenfeld, Nippes und Chorweiler |
| 62  | Köln IV                                    | Stadtbezirke Kalk und Mülheim |
| 63  | Bonn                                       | Bonn |
| 64  | Rhein-Sieg-Kreis I                         | Siegburg, Troisdorf, Eitorf, Hennef, Lohmar, Much, Neunkirchen-Seelscheid, Niederkassel, Ruppichteroth, Windeck                                                                           |
| 65  | Rhein-Sieg-Kreis II                        | Sankt Augustin, Königswinter, Alfter, Bad Honnef, Bornheim, Meckenheim, Rheinbach, Swisttal, Wachtberg                                                                                    |
| 66  | Oberbergischer Kreis                       | Oberbergischer Kreis |
| 67  | Rheinisch-Bergischer Kreis I               | Rheinisch-Bergischer Kreis ohne Burscheid und Leichlingen (Rheinland) |
| 68  | Leverkusen – Rheinisch-Bergischer Kreis II | Leverkusen, vom Rheinisch-Bergischen Kreis die Gemeinden Burscheid und Leichlingen (Rheinland)                                                                                            |
| 69  | Wuppertal I                                | Wuppertal (westlicher Teil) |
| 70  | Wuppertal II                               | Stadtbezirke Barmen, Oberbarmen, Heckinghausen, Langerfeld-Beyenburg und Ronsdorf |
| 71  | Solingen – Remscheid                       | Solingen, Remscheid |
| 72  | Mettmann I                                 | Erkrath, Haan, Hilden, Langenfeld, Mettmann, Monheim |
| 73  | Mettmann II                                | Ratingen, Velbert, Heiligenhaus, Wülfrath |
| 74  | Düsseldorf I                               | Stadtbezirke 1, 2, 4, 5, 6, 7 |
| 75  | Düsseldorf II                              | Stadtbezirke 3, 8, 9, 10 |
| 76  | Neuss I                                    | Neuss, Dormagen |
| 77  | Neuss II                                   | Grevenbroich, Rommerskirchen, Jüchen, Kaarst, Meerbusch, Korschenbroich |
| 78  | Mönchengladbach                            | Mönchengladbach |
| 79  | Krefeld                                    | Krefeld |
| 80  | Viersen                                    | Kreis Viersen |
| 81  | Kleve                                      | Kreis Kleve |
| 82  | Wesel I                                    | Wesel, Dinslaken, Hamminkeln, Hünxe, Schermbeck, Voerde, Xanten |
| 83  | Wesel II                                   | Moers, Alpen, Kamp-Lintfort, Neukirchen-Vluyn, Rheinberg, Sonsbeck |
| 84  | Duisburg I                                 | Stadtbezirke Mitte, Rheinhausen und Süd |
| 85  | Duisburg II                                | Stadtbezirke Walsum, Hamborn, Meiderich/Beeck und Homberg/Ruhrort/Baerl |
| 86  | Oberhausen                                 | Oberhausen |
| 87  | Mülheim                                    | Mülheim an der Ruhr |
| 88  | Essen I                                    | Stadtbezirke III und IV |
| 89  | Essen II                                   | Stadtbezirke V, VI und VII |
| 90  | Essen III                                  | Stadtbezirke I, II, VIII und IX |
| 91  | Recklinghausen I                           | Castrop-Rauxel, Recklinghausen und Waltrop |
| 92  | Recklinghausen II – Borken I               | Vom Kreis Recklinghausen die Gemeinden Datteln, Haltern, Marl, Oer-Erkenschwick und Dorsten, vom Kreis Borken die Gemeinden Heiden und Reken                                              |
| 93  | Gelsenkirchen I                            | Stadtbezirke Mitte, West und Süd |
| 94  | Gelsenkirchen II – Recklinghausen III      | Von Gelsenkirchen die Stadtbezirke Nord und Ost, vom Kreis Recklinghausen die Gemeinden Herten                                                                                            |
| 95  | Bottrop – Recklinghausen IV                | Bottrop, vom Kreis Recklinghausen die Gemeinde Gladbeck |
| 96  | Borken II                                  | Kreis Borken ohne Heiden und Reken |
| 97  | Coesfeld – Steinfurt I                     | Kreis Coesfeld, Kreis Steinfurt (westlicher Teil) |
| 98  | Steinfurt II                               | Vom Kreis Steinfurt die Gemeinden Rheine, Emsdetten, Greven, Hörstel, Hopsten, Ibbenbüren, Ladbergen, Lengerich, Lienen, Lotte, Mettingen, Recke, Saerbeck, Tecklenburg und Westerkappeln |
| 99  | Münster                                    | Münster |
| 100 | Warendorf                                  | Kreis Warendorf |
| 101 | Gütersloh                                  | Kreis Gütersloh |
| 102 | Bielefeld                                  | Bielefeld |
| 103 | Herford                                    | Kreis Herford |
| 104 | Minden-Lübbecke                            | Kreis Minden-Lübbecke |
| 105 | Lippe I                                    | Lemgo, Lage, Bad Salzuflen, Oerlinghausen, Leopoldshöhe, Barntrup, Blomberg, Dörentrup, Kalletal und Extertal                                                                             |
| 106 | Höxter – Lippe II                          | Kreis Höxter, vom Kreis Lippe die Gemeinden Detmold, Augustdorf, Horn-Bad Meinberg, Lügde, Schieder-Schwalenberg und Schlangen                                                            |
| 107 | Paderborn                                  | Kreis Paderborn |
| 108 | Hagen                                      | Hagen |
| 109 | Ennepe-Ruhr-Kreis I                        | Ennepe-Ruhr-Kreis ohne Witten |
| 110 | Bochum I                                   | Stadtbezirke Mitte, Wattenscheid und Südwest |
| 111 | Bochum II – Ennepe-Ruhr-Kreis II           | Von Bochum die Stadtbezirke Süd, Ost und Nord, vom Ennepe-Ruhr-Kreis die Gemeinde Witten                                                                                                  |
| 112 | Herne                                      | Herne |
| 113 | Dortmund I                                 | Stadtbezirke Innenstadt-West, Innenstadt-Ost, Innenstadt-Nord und Huckarde |
| 114 | Dortmund II                                | Stadtbezirke Mengede, Eving, Brackel und Scharnhorst |
| 115 | Dortmund III                               | Stadtbezirke Aplerbeck, Hörde, Hombruch und Lütgendortmund |
| 116 | Unna I                                     | Unna, Kamen, Bergkamen, Bönen, Fröndenberg, Holzwickede und Schwerte |
| 117 | Hamm – Unna II                             | Hamm, vom Kreis Unna die Gemeinden Lünen, Selm und Werne |
| 118 | Soest                                      | Kreis Soest |
| 119 | Hochsauerlandkreis                         | Hochsauerlandkreis |
| 120 | Siegen-Wittgenstein I                      | Kreis Siegen-Wittgenstein ohne Freudenberg, Hilchenbach und Kreuztal |
| 121 | Olpe – Siegen-Wittgenstein II              | Kreis Olpe, vom Kreis Siegen-Wittgenstein die Gemeinden Freudenberg, Hilchenbach und Kreuztal                                                                                             |
| 122 | Märkischer Kreis I                         | Iserlohn, Balve, Hemer, Menden (Sauerland), Nachrodt-Wiblingwerde, Neuenrade |
| 123 | Märkischer Kreis II                        | Lüdenscheid, Altena, Meinerzhagen, Kierspe, Plettenberg, Werdohl, Halver, Herscheid, Schalksmühle                                                                                         |

### Hessen
| Nr. | Wahlkreis                         | Gebiet |
| --- | --------------------------------- | --- |
| 124 | Waldeck                           | Landkreis Waldeck-Frankenberg (nördlicher Teil), Landkreis Kassel (westlicher Teil) |
| 125 | Kassel                            | Kassel, Landkreis Kassel (mittlicher Teil) |
| 126 | Werra-Meißner                     | Werra-Meißner-Kreis, Landkreis Kassel (östlicher Teil) |
| 127 | Schwalm-Eder                      | Schwalm-Eder-Kreis (westlicher Teil), Landkreis Waldeck-Frankenberg (südlicher Teil) |
| 128 | Hersfeld                          | Landkreis Hersfeld-Rotenburg, Schwalm-Eder-Kreis (westlicher Teil), Landkreis Fulda (nördlicher Teil) |
| 129 | Marburg                           | Landkreis Marburg-Biedenkopf |
| 130 | Lahn-Dill                         | Lahn-Dill-Kreis, vom Landkreis Gießen die Gemeinden Biebertal und Wettenberg |
| 131 | Gießen                            | Landkreis Gießen ohne Biebertal und Wettenberg, Vogelsbergkreis (nordwestlicher Teil) |
| 132 | Fulda                             | Landkreis Fulda, Vogelsbergkreis (südöstlicher Teil), Main-Kinzig-Kreis (nordöstlicher Teil) |
| 133 | Hochtaunus                        | Hochtaunuskreis, Landkreis Limburg-Weilburg (östlicher Teil), vom Main-Taunus-Kreis die Gemeinden Eppstein und Kelkheim |
| 134 | Wetterau                          | Wetteraukreis |
| 135 | Rheingau-Taunus – Limburg         | Rheingau-Taunus-Kreis, Landkreis Limburg-Weilburg (westlicher Teil) |
| 136 | Wiesbaden                         | Wiesbaden |
| 137 | Hanau                             | Main-Kinzig-Kreis (südlicher Teil) |
| 138 | Frankfurt am Main I – Main-Taunus | Von Frankfurt am Main die Stadtteile Höchst, Schwanheim, Griesheim, Nied, Sindlingen, Zeilsheim, Unterliederbach, Sossenheim, Rödelheim, Hausen, Praunheim und Goldstein-West sowie vom Main-Taunus-Kreis die Gemeinden Bad Soden, Eschborn, Hattersheim, Kriftel, Liederbach, Schwalbach und Sulzbach |
| 139 | Frankfurt am Main II              | Innenstadt, Gutleutviertel, Gallusviertel, Westend, Bockenheim, Heddernheim, Ginnheim, Eschersheim, Niederursel, Sachsenhausen, Niederrad, Goldstein-Ost, Altstadt, Bahnhofsviertel, Kalbach und Dornbusch-West                                                                                        |
| 140 | Frankfurt am Main III             | Nordend, Ostend, Bornheim, Seckbach, Eckenheim, Preungesheim, Bonames, Berkersheim, Fechenheim, Oberrad, Riederwald, Dornbusch-Ost, Frankfurter Berg, Nieder-Erlenbach, Nieder-Eschbach, Bergen-Enkheim und Harheim                                                                                    |
| 141 | Groß-Gerau                        | Landkreis Groß-Gerau, vom Main-Taunus-Kreis die Gemeinden Flörsheim am Main, Hochheim am Main und Hofheim am Taunus |
| 142 | Offenbach                         | Offenbach am Main, Landkreis Offenbach (westlicher Teil) |
| 143 | Darmstadt                         | Darmstadt, Landkreis Darmstadt-Dieburg (westlicher Teil) |
| 144 | Odenwald                          | Odenwaldkreis, Landkreis Darmstadt-Dieburg (östlicher Teil), Landkreis Offenbach (östlicher Teil) |
| 145 | Bergstraße                        | Landkreis Bergstraße |

### Rheinland-Pfalz
| Nr. | Wahlkreis         | Gebiet |  |
| --- | ----------------- | --- |  |
| 146 | Neuwied           | Landkreis Neuwied, Landkreis Altenkirchen (Westerwald) |  |
| 147 | Ahrweiler         | Landkreis Ahrweiler, Landkreis Mayen-Koblenz (westlicher Teil) |  |
| 148 | Koblenz           | Koblenz, Landkreis Mayen-Koblenz (östlicher Teil), Rhein-Hunsrück-Kreis (nördlicher Teil) |  |
| 149 | Cochem            | Landkreis Cochem-Zell, Rhein-Hunsrück-Kreis (südlicher Teil), Landkreis Bernkastel-Wittlich (südlicher Teil) |  |
| 150 | Kreuznach         | Landkreis Bad Kreuznach, Landkreis Birkenfeld |  |
| 151 | Bitburg           | Landkreis Bitburg-Prüm, Landkreis Bernkastel-Wittlich (nördlicher Teil), Landkreis Daun |  |
| 152 | Trier             | Trier, Landkreis Trier-Saarburg |  |
| 153 | Montabaur         | Westerwaldkreis, Rhein-Lahn-Kreis |  |
| 154 | Mainz             | Mainz, Landkreis Mainz-Bingen (nordwestlicher Teil) |  |
| 155 | Worms             | Worms, Landkreis Alzey-Worms, Landkreis Mainz-Bingen (südöstlicher Teil) |  |
| 156 | Frankenthal       | Frankenthal (Pfalz), Donnersbergkreis, vom Landkreis Ludwigshafen die Gemeinden Bobenheim-Roxheim und Lambsheim sowie die Verbandsgemeinden Heßheim und Maxdorf und vom Landkreis Bad Dürkheim die Gemeinde Grünstadt sowie die Verbandsgemeinden Grünstadt-Land und Hettenleidelheim |  |
| 157 | Ludwigshafen      | Ludwigshafen am Rhein, vom Landkreis Ludwigshafen die Gemeinden Altrip, Böhl-Iggelheim, Limburgerhof, Mutterstadt und Neuhofen sowie die Verbandsgemeinde Dannstadt-Schauernheim |  |
| 158 | Neustadt – Speyer | Neustadt an der Weinstraße, Speyer, Landkreis Bad Dürkheim (südlicher Teil), Landkreis Ludwigshafen (südlicher Teil) |  |
| 159 | Kaiserslautern    | Kaiserslautern, Landkreis Kaiserslautern, Landkreis Kusel |  |
| 160 | Pirmasens         | Pirmasens, Landkreis Pirmasens, Zweibrücken |  |
| 161 | Südpfalz          | Landkreis Germersheim, Landkreis Südliche Weinstraße, Landau in der Pfalz |  |

### Baden-Württemberg
| Nr. | Wahlkreis                   | Gebiet |
| --- | --------------------------- | --- |
| 162 | Stuttgart I                 | Stadtbezirke Stuttgart-West, Stuttgart-Mitte, Stuttgart-Süd, Stuttgart-Nord, Birkach, Degerloch, Hedelfingen, Möhringen, Plieningen, Sillenbuch und Vaihingen |
| 163 | Stuttgart II                | Stadtbezirke Stuttgart-Ost, Weilimdorf, Feuerbach, Botnang, Bad Cannstatt, Stammheim, Zuffenhausen, Mühlhausen, Münster, Untertürkheim, Wangen und Obertürkheim |
| 164 | Böblingen                   | Landkreis Böblingen |
| 165 | Esslingen                   | Landkreis Esslingen (nördlicher Teil) |
| 166 | Nürtingen                   | Landkreis Esslingen (südlicher Teil) |
| 167 | Göppingen                   | Landkreis Göppingen |
| 168 | Waiblingen                  | Rems-Murr-Kreis (südlicher Teil) |
| 169 | Ludwigsburg                 | Landkreis Ludwigsburg (südlicher Teil) |
| 170 | Neckar-Zaber                | Landkreis Ludwigsburg (nördlicher Teil), Landkreis Heilbronn (südlicher Teil) |
| 171 | Heilbronn                   | Heilbronn, Landkreis Heilbronn (nördlicher Teil) |
| 172 | Schwäbisch Hall             | Landkreis Schwäbisch Hall, Hohenlohekreis |
| 173 | Backnang – Schwäbisch Gmünd | Ostalbkreis (westlicher Teil), Rems-Murr-Kreis (nördlicher Teil) |
| 174 | Aalen – Heidenheim          | Ostalbkreis (östlicher Teil), Landkreis Heidenheim |
| 175 | Karlsruhe-Stadt             | Karlsruhe |
| 176 | Karlsruhe-Land              | Landkreis Karlsruhe (nördlicher Teil) |
| 177 | Rastatt                     | Landkreis Rastatt, Baden-Baden, Landkreis Karlsruhe (südlicher Teil) |
| 178 | Heidelberg                  | Heidelberg, Rhein-Neckar-Kreis (nördlicher Teil) |
| 179 | Mannheim I                  | Stadtbezirke Innenstadt/Jungbusch, Neckarstadt-West, Neckarstadt-Ost/Wohlgelegen, Sandhofen, Schönau, Waldhof, Käfertal, Vogelstang, Schwetzingerstadt/Oststadt, Feudenheim und Wallstadt                                                                                   |
| 180 | Mannheim II                 | Von Mannheim die Stadtbezirke Friedrichsfeld, Lindenhof, Neckarau, Neuostheim/Neuhermsheim, Rheinau und Seckenheim, vom Rhein-Neckar-Kreis die Gemeinden Edingen-Neckarhausen, Heddesheim, Hemsbach, Hirschberg, Ilvesheim, Ladenburg, Laudenbach, Schriesheim und Weinheim |
| 181 | Odenwald – Tauber           | Neckar-Odenwald-Kreis, Main-Tauber-Kreis |
| 182 | Rhein-Neckar                | Rhein-Neckar-Kreis (östlicher Teil) |
| 183 | Pforzheim                   | Pforzheim, Enzkreis |
| 184 | Calw                        | Landkreis Calw, Landkreis Freudenstadt |
| 185 | Freiburg                    | Freiburg im Breisgau, Landkreis Breisgau-Hochschwarzwald (nordwestlicher Teil) |
| 186 | Lörrach – Müllheim          | Landkreis Lörrach, Landkreis Breisgau-Hochschwarzwald (südwestlicher Teil) |
| 187 | Emmendingen – Lahr          | Landkreis Emmendingen, Ortenaukreis (südlicher Teil) |
| 188 | Offenburg                   | Ortenaukreis (nördlicher Teil) |
| 189 | Rottweil – Tuttlingen       | Landkreis Rottweil, Landkreis Tuttlingen |
| 190 | Schwarzwald-Baar            | Schwarzwald-Baar-Kreis |
| 191 | Konstanz                    | Landkreis Konstanz |
| 192 | Waldshut                    | Landkreis Waldshut, Landkreis Breisgau-Hochschwarzwald (östlicher Teil) |
| 193 | Reutlingen                  | Landkreis Reutlingen |
| 194 | Tübingen                    | Landkreis Tübingen, Zollernalbkreis (nördlicher Teil) |
| 195 | Ulm                         | Ulm, Alb-Donau-Kreis |
| 196 | Biberach                    | Landkreis Biberach, Landkreis Ravensburg (östlicher Teil) |
| 197 | Ravensburg – Bodensee       | Landkreis Ravensburg (westlicher Teil), Bodenseekreis |
| 198 | Zollernalb – Sigmaringen    | Zollernalbkreis (südlicher Teil), Landkreis Sigmaringen |

### Bayern
| Nr. | Wahlkreis        | Gebiet |
| --- | ---------------- | --- |
| 199 | Altötting        | Landkreis Altötting, Landkreis Mühldorf am Inn, Landkreis Ebersberg |
| 200 | Freising         | Landkreis Freising, Landkreis Pfaffenhofen an der Ilm, Landkreis Erding |
| 201 | Fürstenfeldbruck | Landkreis Fürstenfeldbruck, Landkreis Dachau |
| 202 | Ingolstadt       | Ingolstadt, Landkreis Eichstätt, Landkreis Neuburg-Schrobenhausen |
| 203 | München-Mitte    | Altstadt, Lehel, Ludwigsvorstadt, Isarvorstadt, Maxvorstadt, Untersendling, Neuhausen, Schwabing-West |
| 204 | München-Nord     | Schwabing-Ost, Freimann, Milbertshofen, Moosach, Feldmoching, Hasenbergl |
| 205 | München-Ost      | Haidhausen, Au, Bogenhausen, Ramersdorf, Perlach, Berg am Laim, Trudering, Riem |
| 206 | München-Süd      | Giesing, Harlaching, Mittersendling, Hadern, Thalkirchen, Obersendling, Forstenried, Fürstenried, Solln |
| 207 | München-West     | Schwanthalerhöhe, Gern, Nymphenburg, Laim, Pasing, Allach, Untermenzing, Obermenzing, Aubing, Lochhausen, Langwied |
| 208 | München-Land     | Landkreis München |
| 209 | Rosenheim        | Landkreis Rosenheim, Rosenheim |
| 210 | Starnberg        | Landkreis Starnberg, Landkreis Miesbach, Landkreis Bad Tölz-Wolfratshausen |
| 211 | Traunstein       | Landkreis Traunstein, Landkreis Berchtesgadener Land |
| 212 | Weilheim         | Landkreis Weilheim-Schongau, Landkreis Garmisch-Partenkirchen, Landkreis Landsberg am Lech |
| 213 | Deggendorf       | Landkreis Deggendorf, Landkreis Freyung-Grafenau |
| 214 | Landshut         | Landshut, Landkreis Kelheim, Landkreis Landshut |
| 215 | Passau           | Passau, Landkreis Passau |
| 216 | Rottal-Inn       | Landkreis Rottal-Inn, Landkreis Dingolfing-Landau |
| 217 | Straubing        | Straubing, Landkreis Regen, Landkreis Straubing-Bogen |
| 218 | Amberg           | Amberg, Landkreis Amberg-Sulzbach, Landkreis Neumarkt in der Oberpfalz |
| 219 | Regensburg       | Regensburg, Landkreis Regensburg |
| 220 | Schwandorf       | Landkreis Schwandorf, Landkreis Cham |
| 221 | Weiden           | Weiden in der Oberpfalz, Landkreis Tirschenreuth, Landkreis Neustadt an der Waldnaab |
| 222 | Bamberg          | Bamberg, Landkreis Bamberg (südlicher Teil), Landkreis Forchheim |
| 223 | Bayreuth         | Bayreuth, Landkreis Bayreuth |
| 224 | Coburg           | Coburg, Landkreis Coburg, Landkreis Kronach |
| 225 | Hof              | Hof, Landkreis Hof, Landkreis Wunsiedel im Fichtelgebirge |
| 226 | Kulmbach         | Landkreis Kulmbach, Landkreis Bamberg (nördlicher Teil), Landkreis Lichtenfels |
| 227 | Ansbach          | Ansbach, Landkreis Ansbach, Landkreis Weißenburg-Gunzenhausen |
| 228 | Erlangen         | Erlangen, Landkreis Erlangen-Höchstadt |
| 229 | Fürth            | Fürth, Landkreis Fürth, Landkreis Neustadt an der Aisch-Bad Windsheim |
| 230 | Nürnberg-Nord    | Stadtbezirke Almoshof, Altstadt, St. Lorenz, Altstadt, St. Sebald, Bärenschanze, Bielingplatz, Boxdorf, Buch, Buchenbühl, Dutzendteich, Eberhardshof, Erlenstegen, Flughafen, Galgenhof, Gleißhammer, Glockenhof, Gostenhof, Großgründlach, Guntherstraße, Himpfelshof, Kraftshof, Laufamholz, Ludwigsfeld, Marienberg, Marienvorstadt, Maxfeld, Mögeldorf, Mooshof, Muggenhof, Neunhof, Pirckheimerstraße, Sandberg, Schafhof, Schleifweg, Schmausenbuckstraße, Schniegling, Schoppershof, St. Jobst, St. Johannis, Tafelhof, Thon, Tullnau, Uhlandstraße, Veilhof, Westfriedhof, Wetzendorf, Wöhrd, Zerzabelshof und Ziegelstein                             |
| 231 | Nürnberg-Süd     | Stadtbezirken Altenfurt, Moorenbrunn, Altenfurt Nord, Beuthener Straße, Brunn, Dianastraße, Eibach, Fischbach, Gaismannshof, Gartenstadt, Gebersdorf, Gibitzenhof, Großreuth bei Schweinau, Gugelstraße, Hasenbuck, Höfen, Hohe Marter, Hummelstein, Katzwang, Reichelsdorf Ost, Reichelsdorfer Keller, Katzwanger Straße, Kornburg, Worzeldorf, Krottenbach, Mühlhof, Langwasser Nordost, Langwasser Nordwest, Langwasser Südost, Langwasser Südwest, Maiach, Rangierbahnhof, Rangierbahnhof-Siedlung, Reichelsdorf, Röthenbach Ost, Röthenbach West, Sandreuth, Schweinau, St. Leonhard, Steinbühl, Sündersbühl, Trierer Straße und Werderau sowie Schwabach |
| 232 | Roth             | Landkreis Roth, Landkreis Nürnberger Land |
| 233 | Aschaffenburg    | Aschaffenburg, Landkreis Aschaffenburg |
| 234 | Bad Kissingen    | Landkreis Bad Kissingen, Landkreis Rhön-Grabfeld, Landkreis Haßberge |
| 235 | Main-Spessart    | Landkreis Main-Spessart, Landkreis Miltenberg |
| 236 | Schweinfurt      | Schweinfurt, Landkreis Schweinfurt, Landkreis Kitzingen |
| 237 | Würzburg         | Würzburg, Landkreis Würzburg |
| 238 | Augsburg-Stadt   | Augsburg |
| 239 | Augsburg-Land    | Landkreis Augsburg, Landkreis Aichach-Friedberg |
| 240 | Donau-Ries       | Landkreis Donau-Ries, Landkreis Dillingen an der Donau |
| 241 | Neu-Ulm          | Landkreis Neu-Ulm, Landkreis Günzburg |
| 242 | Oberallgäu       | Landkreis Oberallgäu, Landkreis Lindau (Bodensee), Kempten (Allgäu) |
| 243 | Ostallgäu        | Landkreis Ostallgäu, Landkreis Unterallgäu, Kaufbeuren, Memmingen |

### Saarland
| Nr. | Wahlkreis      | Gebiet |
| --- | -------------- | --- |
| 244 | Saarbrücken I  | Vom Stadtverband Saarbrücken die Gemeinden Saarbrücken und Kleinblittersdorf |
| 245 | Saarbrücken II | Vom Stadtverband Saarbrücken die Gemeinden Heusweiler, Friedrichsthal, Quierschied, Sulzbach/Saar, Großrosseln, Püttlingen, Riegelsberg und Völklingen, vom Landkreis Saarlouis die Gemeinden Bous, Ensdorf, Schwalbach und Wadgassen |
| 246 | Saarlouis      | Landkreis Merzig-Wadern, vom Landkreis Saarlouis die Gemeinden Dillingen/Saar, Nalbach, Rehlingen, Saarlouis, Saarwellingen, Überherrn und Wallerfangen                                                                               |
| 247 | St. Wendel     | Landkreis St. Wendel, vom Landkreis Neunkirchen die Gemeinden Eppelborn, Illingen, Merchweiler, Ottweiler und Schiffweiler, vom Landkreis Saarlouis die Gemeinden Lebach und Schmelz                                                  |
| 248 | Homburg        | Saar-Pfalz-Kreis, vom Landkreis Neunkirchen die Gemeinden Neunkirchen und Spiesen-Elversberg |

### Berlin
| Nr. | Wahlkreis                                                             | Gebiet |
| --- | --------------------------------------------------------------------- | --- |
| 249 | Bundestagswahlkreis Berlin-Tiergarten – Wedding – Nord-Charlottenburg | Bezirke Tiergarten und Wedding, vom Bezirk Charlottenburg das Gebiet nördlich der Spree                   |
| 250 | Berlin-Reinickendorf                                                  | Bezirk Reinickendorf                                                                                      |
| 251 | Berlin-Spandau                                                        | Bezirk Spandau                                                                                            |
| 252 | Berlin-Zehlendorf – Steglitz                                          | Bezirk Zehlendorf, Bezirk Steglitz ohne das Gebiet östlich der Anhalter Bahn und südlich des Teltowkanals |
| 253 | Berlin-Charlottenburg – Wilmersdorf                                   | Bezirk Wilmersdorf, vom Bezirk Charlottenburg das Gebiet südlich der Spree                                |
| 254 | Berlin-Kreuzberg – Schöneberg                                         | Bezirke Kreuzberg und Schöneberg                                                                          |
| 255 | Berlin-Tempelhof – Südost-Steglitz                                    | Bezirk Tempelhof, vom Bezirk Steglitz das Gebiet östlich der Anhalter Bahn und südlich des Teltowkanals   |
| 256 | Berlin-Neukölln                                                       | Bezirk Neukölln                                                                                           |
| 257 | Berlin-Mitte – Prenzlauer Berg – Weißensee I                          | Bezirke Mitte, Prenzlauer Berg und Weißensee (teilweise)                                                  |
| 258 | Berlin-Pankow – Hohenschönhausen – Weißensee II                       | Bezirke Pankow, Hohenschönhausen und Weißensee (teilweise)                                                |
| 259 | Berlin-Friedrichshain – Treptow – Lichtenberg I                       | Bezirke Friedrichshain, Treptow und Lichtenberg (teilweise)                                               |
| 260 | Berlin-Köpenick – Lichtenberg II                                      | Bezirke Köpenick und Lichtenberg (teilweise)                                                              |
| 261 | Berlin-Hellersdorf – Marzahn                                          | Bezirke Hellersdorf und Marzahn                                                                           |

### Mecklenburg-Vorpommern
| Nr. | Wahlkreis                                                 | Gebiet |
| --- | --------------------------------------------------------- | --- |
| 262 | Wismar – Gadebusch – Grevesmühlen – Doberan – Bützow      | Wismar, Landkreis Wismar, Landkreis Gadebusch, Landkreis Grevesmühlen, Landkreis Bad Doberan, Landkreis Bützow   |
| 263 | Schwerin – Hagenow                                        | Schwerin, Landkreis Schwerin, Landkreis Hagenow                                                                  |
| 264 | Güstrow – Sternberg – Lübz – Parchim – Ludwigslust        | Landkreis Güstrow, Landkreis Sternberg, Landkreis Lübz, Landkreis Parchim, Landkreis Ludwigslust                 |
| 265 | Rostock                                                   | Rostock |
| 266 | Rostock(Land) – Ribnitz-Damgarten – Teterow – Malchin     | Landkreis Rostock, Landkreis Ribnitz-Damgarten, Landkreis Teterow, Landkreis Malchin                             |
| 267 | Stralsund – Rügen – Grimmen                               | Stralsund, Landkreis Stralsund, Landkreis Rügen, Landkreis Grimmen                                               |
| 268 | Greifswald – Wolgast – Demmin                             | Greifswald, Landkreis Greifswald, Landkreis Demmin, Landkreis Wolgast                                            |
| 269 | Neubrandenburg – Altentreptow – Waren – Röbel             | Neubrandenburg, Landkreis Neubrandenburg, Landkreis Altentreptow, Landkreis Waren/Müritz, Landkreis Röbel/Müritz |
| 270 | Neustrelitz – Strasburg – Pasewalk – Ueckermünde – Anklam | Landkreis Neustrelitz, Landkreis Strasburg, Landkreis Pasewalk, Landkreis Ueckermünde, Landkreis Anklam          |

### Brandenburg
| Nr. | Wahlkreis                                                   | Gebiet |
| --- | ----------------------------------------------------------- | --- |
| 271 | Neuruppin – Kyritz – Wittstock – Pritzwalk – Perleberg      | Landkreis Neuruppin, Landkreis Kyritz, Landkreis Wittstock, Landkreis Pritzwalk, Landkreis Perleberg      |
| 272 | Prenzlau – Angermünde – Schwedt – Templin – Gransee         | Landkreis Prenzlau, Landkreis Angermünde, Schwedt/Oder, Landkreis Templin, Landkreis Gransee              |
| 273 | Oranienburg – Nauen                                         | Landkreis Oranienburg, Landkreis Nauen                                                                    |
| 274 | Eberswalde – Bernau – Bad Freienwalde                       | Landkreis Eberswalde, Landkreis Bernau, Landkreis Bad Freienwalde                                         |
| 275 | Brandenburg an der Havel – Rathenow – Belzig                | Brandenburg an der Havel, Landkreis Brandenburg, Landkreis Rathenow, Landkreis Belzig                     |
| 276 | Potsdam                                                     | Potsdam, Landkreis Potsdam                                                                                |
| 277 | Fürstenwalde – Strausberg – Seelow                          | Landkreis Fürstenwalde, Landkreis Strausberg, Landkreis Seelow                                            |
| 278 | Luckenwalde – Zossen – Jüterbog – Königs Wusterhausen       | Landkreis Luckenwalde, Landkreis Zossen, Landkreis Jüterbog, Landkreis Königs Wusterhausen                |
| 279 | Frankfurt (Oder) – Eisenhüttenstadt – Beeskow               | Frankfurt (Oder), Eisenhüttenstadt, Landkreis Eisenhüttenstadt, Landkreis Beeskow                         |
| 280 | Cottbus – Guben – Forst                                     | Cottbus, Landkreis Cottbus, Landkreis Guben, Landkreis Forst                                              |
| 281 | Senftenberg – Calau – Spremberg                             | Landkreis Senftenberg, Landkreis Calau, Landkreis Spremberg                                               |
| 282 | Bad Liebenwerda – Finsterwalde – Herzberg – Lübben – Luckau | Landkreis Bad Liebenwerda, Landkreis Finsterwalde, Landkreis Herzberg, Landkreis Lübben, Landkreis Luckau |

### Sachsen-Anhalt
| Nr. | Wahlkreis                                               | Gebiet                                                                                                |
| --- | ------------------------------------------------------- | --- |
| 283 | Altmark                                                 | Landkreis Salzwedel, Landkreis Stendal, Landkreis Osterburg, Landkreis Gardelegen, Landkreis Klötze   |
| 284 | Elbe-Havel-Gebiet und Haldensleben – Wolmirstedt        | Landkreis Burg, Landkreis Genthin, Landkreis Havelberg, Landkreis Haldensleben, Landkreis Wolmirstedt |
| 285 | Harz und Vorharzgebiet                                  | Landkreis Wernigerode, Landkreis Oschersleben, Landkreis Halberstadt                                  |
| 286 | Magdeburg                                               | Magdeburg (teilweise)                                                                                 |
| 287 | Magdeburg – Schönebeck – Wanzleben – Staßfurt           | Magdeburg (teilweise), Landkreis Schönebeck, Landkreis Wanzleben, Landkreis Staßfurt                  |
| 288 | Wittenberg – Gräfenhainichen – Jessen – Roßlau – Zerbst | Landkreis Wittenberg, Landkreis Gräfenhainichen, Landkreis Jessen, Landkreis Roßlau, Landkreis Zerbst |
| 289 | Dessau – Bitterfeld                                     | Landkreis Bitterfeld, Dessau                                                                          |
| 290 | Bernburg – Aschersleben – Quedlinburg                   | Landkreis Bernburg, Landkreis Aschersleben, Landkreis Quedlinburg                                     |
| 291 | Halle-Altstadt                                          | Halle (Saale) ohne Halle-Neustadt                                                                     |
| 292 | Halle-Neustadt – Saalkreis – Köthen                     | Halle-Neustadt, Landkreis Köthen, Saalkreis                                                           |
| 293 | Merseburg – Querfurt – Weißenfels                       | Landkreis Weißenfels, Landkreis Merseburg, Landkreis Querfurt                                         |
| 294 | Zeitz – Hohenmölsen – Naumburg – Nebra                  | Landkreis Zeitz, Landkreis Hohenmölsen, Landkreis Naumburg, Landkreis Nebra                           |
| 295 | Eisleben – Hettstedt – Sangerhausen                     | Landkreis Eisleben, Landkreis Hettstedt, Landkreis Sangerhausen                                       |

### Thüringen
| Nr. | Wahlkreis                                              | Gebiet                                                                                               |
| --- | ------------------------------------------------------ | --- |
| 296 | Nordhausen – Worbis – Heiligenstadt                    | Landkreis Worbis, Landkreis Heiligenstadt, Landkreis Nordhausen                                      |
| 297 | Eisenach – Mühlhausen                                  | Landkreis Eisenach, Landkreis Mühlhausen                                                             |
| 298 | Sömmerda – Artern – Sondershausen – Langensalza        | Landkreis Sömmerda, Landkreis Artern, Landkreis Sondershausen, Landkreis Langensalza                 |
| 299 | Gotha – Arnstadt                                       | Landkreis Gotha, Landkreis Arnstadt                                                                  |
| 300 | Erfurt                                                 | Erfurt                                                                                               |
| 301 | Weimar – Apolda – Erfurt-Land                          | Weimar, Landkreis Apolda, Landkreis Erfurt, Landkreis Weimar                                         |
| 302 | Jena – Rudolstadt – Stadtroda                          | Jena, Landkreis Rudolstadt, Landkreis Stadtroda, Landkreis Jena                                      |
| 303 | Gera-Stadt – Eisenberg – Gera-Land I                   | Gera, Landkreis Gera (teilweise), Landkreis Eisenberg                                                |
| 304 | Altenburg – Schmölln – Greiz – Gera-Land II            | Landkreis Greiz, Landkreis Altenburg, Landkreis Schmölln, Landkreis Gera (teilweise)                 |
| 305 | Saalfeld – Pößneck – Schleiz – Lobenstein – Zeulenroda | Landkreis Saalfeld, Landkreis Pößneck, Landkreis Schleiz, Landkreis Lobenstein, Landkreis Zeulenroda |
| 306 | Meiningen – Bad Salzungen – Hildburghausen – Sonneberg | Landkreis Meiningen, Landkreis Bad Salzungen, Landkreis Hildburghausen, Landkreis Sonneberg          |
| 307 | Suhl – Schmalkalden – Ilmenau – Neuhaus                | Suhl, Landkreis Suhl, Landkreis Schmalkalden, Landkreis Ilmenau, Landkreis Neuhaus                   |

### Sachsen
| Nr. | Wahlkreis                                              | Gebiet |
| --- | ------------------------------------------------------ | --- |
| 308 | Delitzsch – Eilenburg – Torgau – Wurzen                | Landkreis Delitzsch, Landkreis Torgau, Landkreis Eilenburg, Landkreis Wurzen                                       |
| 309 | Leipzig I                                              | Leipzig (teilweise)                                                                                                |
| 310 | Leipzig II                                             | Leipzig (teilweise)                                                                                                |
| 311 | Leipzig-Land – Borna – Geithain                        | Landkreis Borna, Landkreis Geithain, Landkreis Leipzig                                                             |
| 312 | Döbeln – Grimma – Oschatz                              | Landkreis Döbeln, Landkreis Grimma, Landkreis Oschatz                                                              |
| 313 | Meißen – Riesa – Großenhain                            | Landkreis Meißen, Landkreis Riesa, Landkreis Großenhain                                                            |
| 314 | Hoyerswerda – Kamenz – Weißwasser                      | Landkreis Kamenz, Landkreis Hoyerswerda, Landkreis Weißwasser                                                      |
| 315 | Görlitz – Zittau – Niesky                              | Görlitz, Landkreis Zittau, Landkreis Görlitz, Landkreis Niesky                                                     |
| 316 | Bautzen – Löbau                                        | Landkreis Bautzen, Landkreis Löbau                                                                                 |
| 317 | Pirna – Sebnitz – Bischofswerda                        | Landkreis Pirna, Landkreis Sebnitz, Landkreis Bischofswerda                                                        |
| 318 | Dresden I                                              | vom Stadtkreis Dresden die Stadtbezirke Ost und Süd                                                                |
| 319 | Dresden II                                             | vom Stadtkreis Dresden die Stadtbezirke Mitte, Nord und West                                                       |
| 320 | Dresden-Land – Freital – Dippoldiswalde                | Landkreis Dresden, Landkreis Freital, Landkreis Dippoldiswalde                                                     |
| 321 | Freiberg – Brand-Erbisdorf – Flöha – Marienberg        | Landkreis Freiberg, Landkreis Brand-Erbisdorf, Landkreis Flöha, Landkreis Marienberg                               |
| 322 | Glauchau – Rochlitz – Hohenstein-Ernstthal – Hainichen | Landkreis Glauchau, Landkreis Rochlitz, Landkreis Hohenstein-Ernstthal, Landkreis Hainichen                        |
| 323 | Chemnitz I                                             | vom Stadtkreis Chemnitz die Stadtbezirke Mitte-Nord, West, Süd I mit den Stimmbezirken 270–285, 320–343            |
| 324 | Chemnitz II – Chemnitz-Land                            | vom Stadtkreis Chemnitz der Stadtbezirk Süd II mit den Stimmbezirken 200–263; 290–314; 600–682, Landkreis Chemnitz |
| 325 | Annaberg – Stollberg – Zschopau                        | Landkreis Annaberg, Landkreis Stollberg, Landkreis Zschopau                                                        |
| 326 | Aue – Schwarzenberg – Klingenthal                      | Landkreis Klingenthal, Landkreis Aue, Landkreis Schwarzenberg                                                      |
| 327 | Zwickau – Werdau                                       | Zwickau, Landkreis Zwickau, Landkreis Werdau                                                                       |
| 328 | Reichenbach – Plauen – Auerbach – Oelsnitz             | Plauen, Landkreis Reichenbach, Landkreis Plauen, Landkreis Auerbach, Landkreis Oelsnitz                            |

## Weblink
- Bekanntmachung des Bundeswahlgesetzes in der für die Wahl zum 12. Deutschen Bundestag geltenden Fassung vom 21. September in Bundesgesetzblatt I vom Nr. 49 vom 28. September 1990